# José Joaquim de Carvalho
José Joaquim de Carvalho (Rio de Janeiro, 1º de agosto de 1775 — Rio de Janeiro, 5 de maio de 1837) foi um médico e político brasileiro.
Aos dezoito anos foi estudar na Universidade de Coimbra e depois na Universidade de Montpellier, onde recebeu o grau de doutor em medicina. De volta ao Brasil, fixou-se em Pernambuco, onde foi nomeado médico-chefe da província e condecorado com a Imperial Ordem de Cristo, dedicando-se com distinção à clínica no hospital militar.
Em 1821, foi para o Rio de Janeiro, onde foi escolhido por D. João VI médico honorário da corte.
Foi senador por Pernambuco, desde o primeiro senado até 1837, data de sua morte., a partir de sua eleição ao senado encerrou a carreira médica, dedicando-se aos trabalhos legislativos. Deixou diversos escritos no Senado, mas na literatura médica não realizou nenhum trabalho de importância que mereça ser citado. Era membro honorário da Academia de Medicina do Rio de Janeiro.